# Cikasovke
Cikasovke (lat. Cycadaceae), biljna porodica iz reda cikadolike (Cycadales) kojemu danas pripada samo jedan živi rod, Cycas, te fosini rod Menucoa s vrstom Menucoa cazaui, koja je nekada rasla na području današnje argentinske pokrajine Río Negro.
Cikasovke su vazdazeleno bilje, grmlje i drveće nalik palmama, uglavnom u tropskim područjima Azije i sjeverne Australije, Polinezije, Mikronezije i istočne Afrike i Madagaskara.
Ime porodice dolazi po teofrastovom nazivu kykas za neku etiopsku palmu. Poznaztija vrsta je Cycas revoluta (lažna palma, sago palma).

## Fosilni rodovi
1. Genus Ceratozamites L. Meschinelli, 1889 †
2. Genus Cretocycas M. Nishida, A. Yoshida & H. Nishida, 1996 †
3. Genus Cycadostrobilus J.N. Zhu in J.N. Zhu, X.S. Zhang & J. Ma, 1994 †
4. Genus Eostangeria M. Barthel, 1976 †
5. Genus Eury-Cycadolepis (A.C. Seward) A.C. Seward, 1917 †
6. Genus Fascisvarioxylon K.P. Jain, 1964 †
7. Genus Fittonites Kuntze in Post & O. Kuntze, 1903 †
8. Genus Leprospermum O. Heer, 1877 †
9. Genus Menucoa B. Petriella, 1970 †
10. Genus Triassiflorites W. Bock, 1969 †
11. Genus Zamioidea J. Schuster, 1931 †